# Chelonus flavomarginalis
Chelonus flavomarginalis är en stekelart som beskrevs av Mccomb 1968. Chelonus flavomarginalis ingår i släktet Chelonus och familjen bracksteklar. Inga underarter finns listade i Catalogue of Life.